# NGC 7463
NGC 7463 est une galaxie spirale intermédiaire particulière, située dans la constellation de Pégase. Sa vitesse par rapport au fond diffus cosmologique est de 1 979 ± 26 km/s, ce qui correspond à une distance de Hubble de 29,2 ± 2,1 Mpc (∼95,2 millions d'al). NGC 7463 a été découverte par l'astronome germano-britannique William Herschel en 1784.
La classe de luminosité de NGC 7463 est II et elle présente une large raie HI. Selon la base de données NASA/IPAC, NGC 7463 forme une paire de galaxies avec NGC 7464 (voir ci-dessous la section "Triplet de galaxies"). 
À ce jour, neuf mesures non basées sur le décalage vers le rouge (redshift) donnent une distance de 31,100 ± 7,935 Mpc (∼101 millions d'al), ce qui est à l'intérieur des valeurs de la distance de Hubble.

## Triplet de galaxies

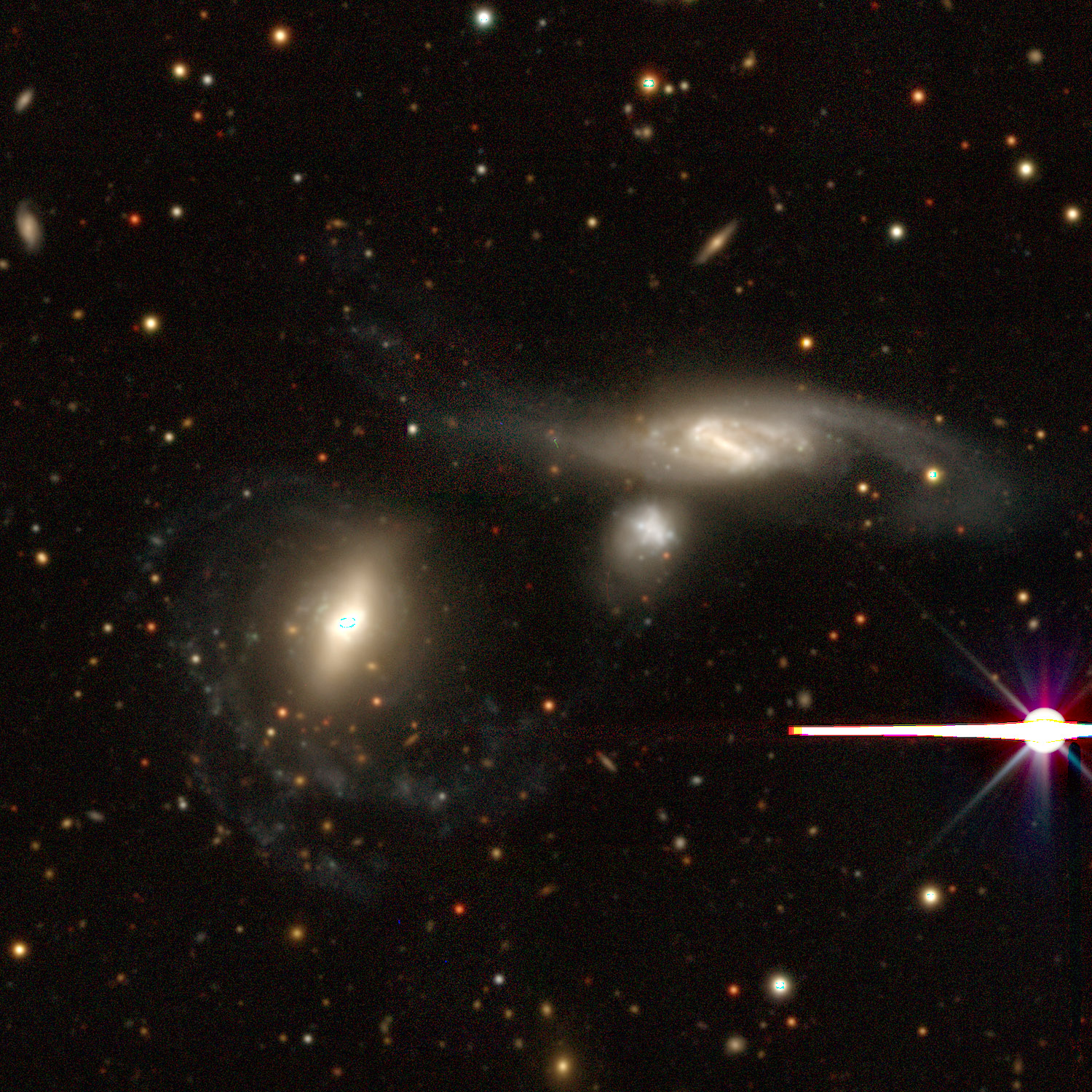
Le triplet de galaxies NGC 7463, NGC 7464 et NGC 7465 par le projet « Legacy Surveys DR10 ».

NGC 7463 forme un triplet de galaxies avec NGC 7464 et NGC 7465. Les trois galaxies interagissent probablement entre-elles, provoquant des distorsions remarquables au sein de leur structure,. De plus, la galaxie UGC 12313, située plus au nord, semble elle aussi interagir avec le groupe.
On doit cependant noter qu'il y a entre NGC 7463 et NGC 7464 une différence d'environ 7,1 Mpc (∼23,2 millions d'al), ainsi qu'une différence d'environ 5,4 Mpc (∼17,6 millions d'al) avec NGC 7465. Il est donc douteux que NGC 7463 forme un réel triplet de galaxies avec ses deux autres voisines, idem concernant sont appartenance au groupe de NGC 7448 (voir ci-dessous) dont la distance moyenne est égale à 25,0 ± 1,6 Mpc (∼81,5 millions d'al).

## Groupe de NGC 7448

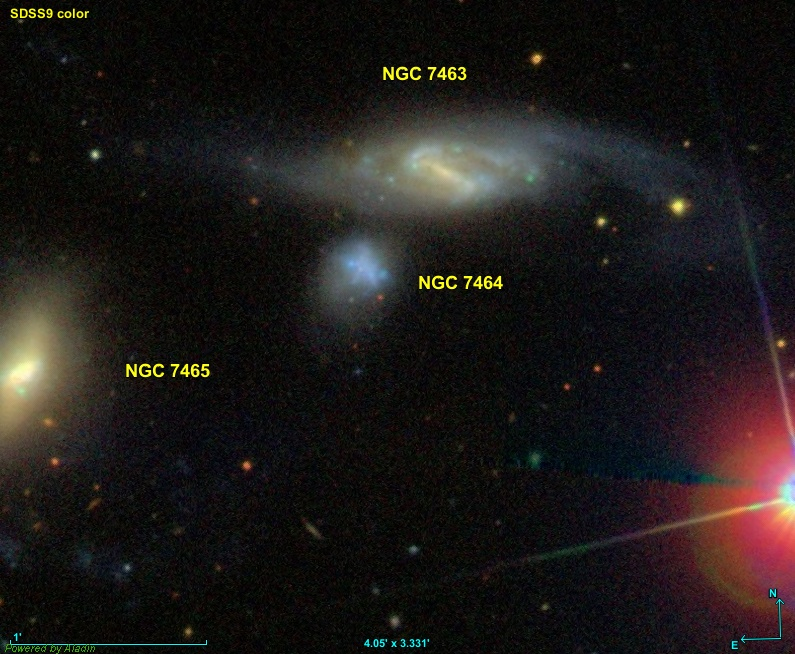
Image de NGC 7463 créée avec le Logiciel Aladin et les données du relevé SDSS

Selon deux publications parues en 1991 et 1992, NGC 7463 est membre du groupe de NGC 7448, un groupe de galaxies,. Sachant que NGC 7463 forme probablement un système de galaxies en interaction gravitationnelle avec ses voisines, membres du groupe de NGC 7448, il est donc probable qu'elle en fasse également partie. De plus, dans un article publié en 1998, l'astronome arménien Abraham Mahtessian inclut également NGC 7463 dans le même groupe que NGC 7468. 
Selon A. M. Garcia, le groupe de NGC 7448 renferme au moins 8 membres, soit NGC 7448, NGC 7454, NGC 7464, NGC 7465, NGC 7468, UGC 12313, 12321 et 12350. 
Dans un article publié en 2006, Chandreyee Sengupta et Ramesh Balasubramanyam font aussi mention du groupe de NGC 7448 avec les mêmes galaxies que Garcia et NGC 7463 ne s'y trouve pas . Toutes les galaxies de ce groupe sont de faible émettrice de rayon X.